# Svante Tidholm
Svante Benjamin Tidholm, född 20 juli 1977 i Arbrå församling, Gävleborgs län, är en svensk filmproducent, journalist, dokumentärfilmare och författare. Han är son till Thomas Tidholm och Anna-Clara Tidholm samt bror till Po Tidholm.
Han arbetade på Spray under IT-boomens tidiga år och har skrivit boken Loser som bland annat handlar om detta. Han var en av dem som grundade tidningen Darling.
Åren 2000-2005 drev Tidholm kollektivprojektet Demon Box, som var ett tryckeri, bokförlag, skivbolag och aktivitetshus i Sundbyberg norr om Stockholm. 
2005-2010 arbetade Tidholm på filmbolaget Atmo med dokumentärfilm, bland annat regisserade han filmen Som en Pascha om Europas största bordell i Köln, Tyskland. Filmen hade premiär på Göteborgs filmfestival 2010 och hade internationell premiär på festivalen SXSW i Austin, Texas 2011.  
Sedan 2011 är Tidholm projektledare för filmsektionen på festivalen Way Out West . 2020 startade han också filmfestivalen Södra Sthlm Filmfest med bas i södra Stockholms förorter. 
I januari 2013 sändes tv-serien Mediatiden där han var programledare och producent. TV-programmet producerades av Utbildningsradion.
2014-2017 var Tidholm projektledare för FATTA MAN, ett arvsfondsprojekt samägt av MÄN (f d Män för Jämställdhet), Föreningen FATTA och stiftelsen Make Equal. "FATTA MAN möjliggör för pojkar och män att ta ansvar och vara del av den positiva förändringen för samtycke i praktik och lagstiftning och en manlighet utan sexualiserat våld." Svante Tidholm är fortfarande aktiv på MÄN i verksamheter för att främja jämställdhet och förståelsen för manlighetsnormernas konsekvenser. 
Sedan 2019 också aktiv som filmproducent, bland annat i bolaget Två Träd.   